# حمید مرادی( فعال محیط زیست)
حمید مرادی (زادهٔ ۱۳۵۸ – درگذشتهٔ ۲ مرداد ۱۴۰۴) فعال زیست‌محیطی اهل سنندج بود که به‌خاطر تلاش‌های مستمرش در حفاظت از طبیعت کردستان، به ویژه کوه آبیدر، شناخته می‌شد. او یکی از چهره‌های مردمی محیط‌زیستی در غرب ایران بود و با سازمان‌های مردم‌نهاد و گروه‌های داوطلبانه همکاری می‌کرد.

## فعالیت‌ها
مرادی از اوایل دهه ۱۳۸۰ وارد فعالیت‌های زیست‌محیطی شد. او با راه‌اندازی گروه‌های مردمی حفاظت از محیط‌زیست در مناطق مختلف کردستان، در حوزه‌هایی مانند:
- آموزش محیط‌زیستی
- پاک‌سازی کوه‌ها و جنگل‌ها
- مقابله با قطع درختان و آتش‌سوزی‌های عمدی
- ترویج گردشگری مسئولانه

فعالیت می‌کرد.

## درگذشت
در تاریخ ۲۵ تیر ۱۴۰۴، بر اثر وقوع یک آتش‌سوزی گسترده در دامنه‌های کوه آبیدر در نزدیکی سنندج، حمید مرادی در جریان تلاش برای خاموش کردن آتش دچار سوختگی شدید شد. با وجود انتقال سریع به مرکز درمانی، او بر اثر شدت جراحات درگذشت.

## واکنش‌ها
مرگ ناگهانی حمید مرادی واکنش‌های گسترده‌ای در شبکه‌های اجتماعی، رسانه‌ها و میان فعالان محیط‌زیستی در پی داشت. بسیاری از او با عنوان «قهرمان طبیعت» یاد کردند و خواستار رسیدگی فوری به وضعیت ایمنی فعالان داوطلب شدند.

## مراسم یادبود[۲۲]
در روزهای پس از درگذشت او، مراسم‌هایی در سنندج، مریوان و کامیاران برای گرامیداشت یاد او برگزار شد. پیشنهادهایی نیز برای نام‌گذاری یکی از مسیرهای کوه‌پیمایی آبیدر به نام وی مطرح شد.

## میراث و تأثیر
حمید مرادی نماد یک کنشگر محلی متعهد بود که بدون وابستگی به نهادهای دولتی، فعالیت‌های داوطلبانه در زمینه طبیعت‌دوستی و آگاهی‌بخشی را سازمان‌دهی می‌کرد. بسیاری از جوانان منطقه، فعالیت‌های محیط‌زیستی خود را با الگوگیری از او آغاز کرده‌اند.